# فيضي العلمي
فيضي أفندي العلمي (1865- 1924م)- رئيس بلدية القدس، وعضو مجلس المبعوثان العثماني في دورته الثالثة عام 1914م، بقي في منصب
رئيس بلدية القدس ثلاثة أعوام من 1906 إلي 1909م ، انتخب بعدها عضوًا في مجلس إدارة المتصرفية.

## السيرة الشخصية
هو فيضي بن موسى بن فيض الله العلمي، كان والده موسى أفندي أحد اعيان القدس البارزين في النصف الثاني من القرن التاسع عشر، تم تعيينه عضوًا في مجلس إدارة متصوفية القدس ثم رئيسًا لمجلس بلديتها في آواخر السبعينات ، وتوفي موسى أفندي عام 1881م، وكان فيضي نجله الوحيد ما زال صغير السن، وعلي الرغم من ذلك تولى فيضي المسؤوليات العائلية، وعين فيضي في بداية الأمر موظفًا في دائرة تحصيل الأموال بالقدس، ثم انتقل بعدها إلى سلك القضاء وعمل بعدها في مختلف الوظائف الإدارية حتي تم تعينه مدير ناحية بيت لحم 1902م ، وفي 1906م تم اختياره رئيسًا لمجلس بلدية القدس وظل في هذه المنصب لمدة ثلاثة أعوام، عين بعدها عضواً في مجلس إدارة المتصرفية، وفي عام 1914م وفي المرة الثالثة كانت فلسطين ممثلة في المجلس المذكور علي النحو التالي: روحي بك الخالدي (القدس)، عثمان أفندي النشاشيبي (القدس) ، احمد عارف أفندي (غزة) ، حيدر بك طوقان (نابلس)، الشيخ أسعد افندي الشقيري (عكا) ثم أعيد الانتخاب وحاز علي الأكثرية وكان علي النحو التالي: عن القدس راغب النشاشيبي وسعيد بك الحسيني وفيضي افندي العلمي ليمثلوا متصرفية القدس في مجلس المبعوثان العثماني. وظل هذا المجلس يعمل حتي الحرب الكبرى 1917م وكان للعرب فيه كلمة مسموعة، وخلال أعوام الانتداب الأولى كان فيضي كبير عائلة العلمي وأحد اعيان القدس البارزين ، لكنه لم يشترك في النشاط السياسي الوطني، عانى فيضي في أيامه الأخيرة من مرض تصلب الشرايين وتوفي به في مارس 1924م، وورثه ابنه الوحيد موسى العلمي في ثروته ومكانته، من آثاره المصنفة كتاب: فتح الرحمن لطالب آيات القرآن الذي تم طبعه في بيروت عام 1905م.